# Michele Mara
Pour les articles homonymes, voir Mara.
Michele Mara (né le 2 octobre 1903 à Busto Arsizio, dans la province de Varèse, en Lombardie et mort le 18 novembre 1986) est un coureur cycliste italien.

## Palmarès
- 1927
  - Coppa San Geo
  - Coppa Caldirola
  - Coppa Città di Busto Arsizio (it)
  - Targa d’Oro Città di Legnano
  - 9e du Tour de Lombardie
- 1928
  - Coppa del Re
  - Coppa Città di Busto Arsizio (it)
  -  Médaillé d'argent du championnat du monde sur route amateurs 
  - 3e du Tour d'Émilie
- 1929
  - Astico-Brenta
  - Coppa Crespi
- 1930
  - Milan-San Remo
  - 1re, 9e, 10e, 12e et 15e étapes du Tour d'Italie
  - 2e étape du Grand Prix du Centenaire
  - Rome-Naples-Rome :
    - Classement général
    - 1re et 2e étapes

  - Tour de Lombardie
- 1931
  - 5e et 9e étapes du Tour d'Italie
  - 2e du Tour de Lombardie
  - 2e de Predappio Alta-Roma
  - 3e du championnat d'Italie sur route
  - 3e des Trois vallées varésines
  - 5e de Milan-San Remo
- 1932
  - Circuito Castelli Romani
  - 3e du Tour de Campanie
  - 3e de Milan-San Remo
  - 6e du Tour d'Italie
  - 6e du Tour de Lombardie
- 1933
  - 10e de Milan-San Remo
- 1934
  - Trophée Colimet-La Turbie
  - 3e du Tour des deux provinces de Messine
  - 8e de Milan-San Remo

## Résultats dans les grands tours

### Tour de France
1 participation
- 1929 : abandon

### Tour d'Italie
8 participations
- 1929 : 15e
- 1930 : 15e, vainqueur des 1re, 9e, 10e, 12e et 15e étapes, leader pendant 1 jour
- 1931 : abandon, vainqueur des 5e et 9e étapes,  maillot rose pendant 1 jour
- 1932 : 6e
- 1934 : non-partant (10e étape)
- 1935 : abandon (4e étape)
- 1936 : non-partant (2e étape)
- 1937 : 28e